# Romanesque Gothic
Romanesque Gothic (ロマネスクゴシック?, Romanesuku Goshikku) è il quarto EP della rock band visual kei giapponese Vidoll. È stato pubblicato il 29 settembre 2004 dalla label indie UNDER CODE PRODUCTION.

## Tracce
Tutti i brani sono testo e musica di Jui, tranne dove indicato.

Dopo il titolo è indicata fra parentesi "()" la grafia originale del titolo.
1. 「F」Stein to「M」 (「F」Stein to「M」?) - 5:59 (Jui - Hide)
2. Ningyo (人魚?) - 5:14
3. Miren (みれん?) - 5:48 (Jui - Rame)
4. Teddy (テディ?) - 3:38
5. Sayonara (サヨナラ?) - 5:01 (Jui - Hide)

## Singoli
- 30/06/2004 - Ningyo

## Formazione
- Jui - voce
- Hide - chitarra
- Yukine - chitarra
- Rame - basso
- Tero - batteria